# Kohei Shimoda
Kohei Shimoda (下田 光平 Shimoda Kohei?), född 8 april 1989 i Akita prefektur, är en japansk fotbollsspelare.
Shimoda började sin karriär 2008 i FC Tokyo. Efter FC Tokyo spelade han för Mito HollyHock, FC Machida Zelvia, V-Varen Nagasaki och Blaublitz Akita.